# San Polo Matese
San Polo Matese (Sant Puol in molisano) è un comune italiano di 484 abitanti della provincia di Campobasso, in Molise.

## Geografia fisica
Il centro abitato sorge a circa 750 metri di altitudine, a mezza costa fra il massiccio del Matese e l'alto corso del Biferno. L'intero territorio comunale è considerato ad alto rischio sismico.

## Storia
Sebbene non vi siano chiare fonti sull'origine del paese, è certo che vi furono insediamenti già dal periodo sannitico.
Nel periodo medievale (X secolo)  si procedette con la conquista normanna a creare la rete di castelli. Infatti sopravvivono due torri del vecchio castello, che andrà distrutto nel terremoto del 1805.
Il paese nel XIII secolo fece parte della contea di Bojano; il secolo successivo fu di proprietà di Alfonso d'Aragona, la cui proprietà fu usurpata nel XV secolo dai Pandone, famiglia nobile facoltosa in tutto il Molise.
Nel 1805 un grave terremoto distrusse il paese che si ricostruì sfruttando le mura del castello abbandonato.

### Simboli
Lo stemma e il gonfalone del Comune di San Polo Matese sono stati concessi con decreto del presidente della Repubblica del 29 luglio 1993.
Il gonfalone è un drappo di azzurro.

## Monumenti e luoghi d'interesse

### Torre longobarda
È di forma circolare,  costruita nel X secolo assieme al castello. Una breccia alla base ha sviluppato un arco per il transito nel borgo antico. La sommità è coperta da tegole.

### Chiesa di Sant'Antonio
La chiesa medievale fu ricostruita nel 1512 circa, poi fu modellata da influssi barocchi (1616), e alla fine ricostruita in forme neoclassiche dopo il terremoto del 1805. La facciata è infatti neoclassica con accenni rinascimentali per il portale. Anche il campanile è recente con un arco tardogotico sul lato centrale.

### Chiesa di San Pietro in Vincoli
Il campanile fu ricavato da una torre medievale del castello (è circolare),  accanto cui si sviluppa la piccola facciata decorata da rosone e portale con cornice a tutto sesto.
L'interno a navata unica ha un'acquasantiera del Cinquecento e il dipinto settecentesco della Madonna col Bambino di Di Zinno.

### Palazzo Rogati
Palazzo appartenente alla famiglia nobiliare dei Rogati. Al suo interno è presente un Presepe realizzato nel 1961 dal maestro gessista Juan Marì Oliva  e una collezione di beni archeologici e fossili trovati nel Comune di San Polo Matese, reperti di particolare interesse del sito sono un cranio di uro (Bos primigenius) rinvenuto nella piana di San Polo Matese e l'unico esemplare conosciuto di "Rudista distefanella" ritrovato dall'architetto Di Stefano nei cantieri di costruzione della strada provinciale che scorre ai piedi del paese. 

## Società

### Evoluzione demografica
Abitanti censiti

## Infrastrutture e trasporti
Il centro abitato è situato in prossimità della strada statale 17 e di un'antica via della transumanza, il tratturo Pescasseroli-Candela.

## Amministrazione
Di seguito è presentata una tabella relativa alle amministrazioni che si sono succedute in questo comune.
| Periodo         | Periodo         | Primo cittadino    | Partito                                | Carica      | Note                                                                                  |
| --------------- | --------------- | ------------------ | -------------------------------------- | ----------- | ------------------------------------------------------------------------------------- |
| 21 giugno 1993  | 28 aprile 1997  | Giuseppe Pilla     | Partito Liberale Italiano              | Sindaco     | [ 9 ]                                                                                 |
| 28 aprile 1997  | 26 gennaio 2000 | Giuseppe Pilla     | Forza Italia                           | Sindaco     | [ 9 ]                                                                                 |
| 31 gennaio 2000 | 17 aprile 2000  | Luigia Spagnoletti |                                        | Comm. pref. | [ 9 ]                                                                                 |
| 17 aprile 2000  | 5 aprile 2005   | Giuseppe Santillo  | lista civica                           | Sindaco     | [ 9 ]                                                                                 |
| 5 aprile 2005   | 30 marzo 2010   | Tonino Spina       | lista civica                           | Sindaco     | [ 9 ]                                                                                 |
| 30 marzo 2010   | 1º giugno 2015  | Tonino Spina       | lista civica                           | Sindaco     | [ 9 ]                                                                                 |
| 1º giugno 2015  | 21 giugno 2018  | Armandino D'Egidio | lista civica San Polo Matese nel cuore | Sindaco     | <nel periodo 21 giugno 2018 e il 27 maggio 2019 , Vicesindaco reggente Tonino Spina > |
| 27 maggio 2019  | 9 giugno 2024   | Tonino Spina       | lista civica San Polo Matese nel cuore | Sindaco     | [ 9 ]                                                                                 |
| 9 giugno 2024   | in carica       | Tonino Spina       | lista civica San Polo Matese nel cuore | Sindaco     | [ 9 ]                                                                                 |